# Polyalthia gracilipes
Polyalthia gracilipes este o specie de plante din genul Polyalthia, familia Annonaceae, descrisă de Elmer Drew Merrill. Conform Catalogue of Life specia Polyalthia gracilipes nu are subspecii cunoscute.